# Fabian Halbig

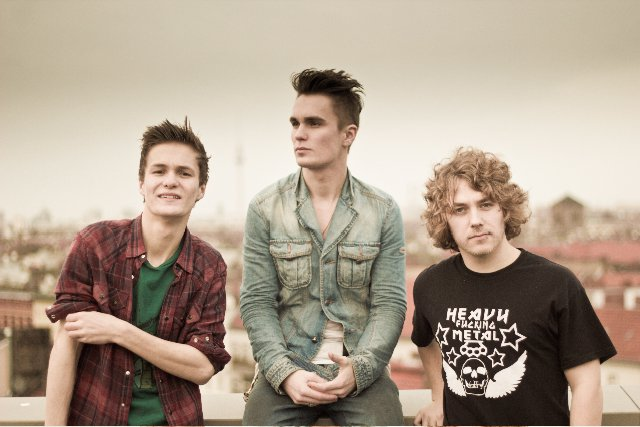
Fabian Halbig (links) mit seinen Bandkollegen (2011)

Fabian „Fabi“ Halbig (* 23. Dezember 1992 in Dillingen an der Donau) ist ein deutscher Filmproduzent, Filmschauspieler und Musiker.
Er ist Schlagzeuger der Band Killerpilze, die er 2002 zusammen mit seinem Bruder Johannes und zwei Schulfreunden gründete. 2006 erschien das Debütalbum Invasion der Killerpilze. 2007 folgte das Album Mit Pauken und Raketen.
Seit 2009 ist er auch als Schauspieler tätig. In Die Vorstadtkrokodile und den beiden Nachfolgefilmen spielte er den im Rollstuhl sitzenden Kai.
Auf den Kinderfilmtagen im Ruhrgebiet 2009 zeichnete ihn eine Kinderjury als besten Darsteller aus. Seit 2012 studiert Fabian Halbig an der Hochschule für Fernsehen und Film München.
Seit Herbst 2022 ist Halbig Mitglied der Deutschen Filmakademie.

## Filmografie
- 2009: Vorstadtkrokodile
- 2010: Vorstadtkrokodile 2
- 2011: Vorstadtkrokodile 3
- 2012: Milchgeld. Ein Kluftingerkrimi
- 2012: Oktoberfest – Das Attentat
- 2012: Tatort: Macht und Ohnmacht
- 2013: Der blinde Fleck
- 2014: Polizeiruf 110: Morgengrauen
- 2016: Der Alte – Folge 402: Die Angst danach
- 2017: Immer noch jung – 15 Jahre Killerpilze
- 2019: SOKO München – Stille Liebe
- 2019: Und tot bist Du! – Ein Schwarzwaldkrimi (TV-Zweiteiler)
- 2022: Hubert ohne Staller – Tod am Schlafbaum

## Diskografie
→ Siehe Hauptartikel: Killerpilze